# O Trabalho (periódico)
O Trabalho foi um periódico anarquista publicado no Brasil no início do século XX pela União dos Operários em Construção Civil (UOCC).
Tinha entre seus colaboradores Domingos Passos, conhecido como "o Bakunin brasileiro", e Galileu Sanchez, que criticava a atuação dos comunistas referindo-se aos bolchevistas como "ratazanas de capa vermelha".
Foi fechado em 1922, durante a repressão que se seguiu ao Levante do Forte.